# بنوآ پولورد
بونوا پولورد (به فرانسوی: Benoît Poelvoorde) (زادهٔ ۲۲ سپتامبر ۱۹۶۴) بازیگر بلژیکی است.
از فیلم‌های معروف او می‌توان به خانواده اجاره‌ای، انسان سگ را گاز می‌گیرد، کوکو قبل از شانل، لطفاً مرا بکش، عهد کاملاً جدید، بدترین کابوسم و آستریکس در بازی‌های المپیک اشاره کرد.